# Cobna
Cobna, de son vrai nom Raphaël Passaro, né en 1980 à Montréal, au Québec, est un rappeur et auteur-compositeur canadien. Après avoir vécu douze ans en France pour finalement revenir à son pays natal à l’été 2000, il s’intègre rapidement dans la scène hip-hop locale, devenant membre du groupe Treizième étage.
Il publie son premier album solo en 2007 intitulé Garde un œil ouvert, suivi de son deuxième album solo intitulé Verrouillé en 2009. Il publie son troisième album solo intitulé La magie en 2012, qui suit d'un quatrième album solo, Réalise, en 2015. 
Grâce à ses albums, Cobna peut se retrouver en tête des palmarès MusiquePlus à maintes reprises, avec notamment les titres Ma marque, La terre tourne et T’inkiète, mais aussi au top du 6 à 6 CKOI avec la chanson Le cœur de Montréal. Cobna a pu participer à de nombreuses festivités comme aux Francofolies de Montréal en 2001, 2004, 2007, 2009, 2011 et 2012, au Festival d’été de Québec, au Festivent, à l’International de l’Art vocal de Trois-Rivières, et au Festival Urbain de Trois-Rivières.

## Biographie
En parallèle à sa carrière solo, Raphaël est membre du groupe Treizième étage. Ayant vécu douze ans de sa jeunesse en France, il se démarque notamment par son accent français dit « international ». En France, au milieu des années 1990, alors qu’il commence à rapper, il a l’opportunité de faire la première partie de groupes et artistes tels que 2Bal 2Nèg, Rocca, La Cliqua, Idéal J et bien d’autres. Au Québec, il assure les premières parties des spectacles tels que Nelly, De la Soul, Fabolous, la Fonky Family, M.O.P, La Garde, Redman et Method Man, Sat, Busta Flex, Sinik et Psy 4 de la Rime[réf. nécessaire]. 
En 2012, l’album T’inkiète de son groupe Treizième étage est publié en Europe. La chanson Comme d’habitude issue de ce même album est utilisé sur la trame sonore du jeu Battlefield 3 du concepteur Electronic Arts, et la chanson Dernier mot fait partie de la trame sonore du film BumRush, paru au cinéma un an avant en 2011, du réalisateur Michel Jetté. Toujours en 2012, Cobna publie son troisième album solo intitulé La Magie. Pour La Presse canadienne, « Ces textes bien écrits mériteraient cependant d'être livrés avec plus d'emphase, Cobna n'étant pas le plus spectaculaire des MC - ici, c'est surtout l'équilibre parfois précaire de sa rythmique vocale qui ne rend pas justice à ses mots. »
En 2013, la chanson 1000 raisons d’avoir la haine et Cinq cent quatorze font la trame sonore du documentaire de préparation du combat de Georges Saint-Pierre contre Johny Hendricks. Le documentaire est diffusé sur différents réseaux télévisé à travers le monde. Cobna est fondateur de l’organisme à but non lucratif Artistes Urbains qui vise à favoriser l’expression des jeunes et lutter contre le décrochage scolaire à travers des ateliers d’écritures et spectacles dans les écoles, centres jeunesse et centre d’accueil.
Cobna prépare un quatrième album solo qui s’intitule Réalise est annoncé courant l’année 2015 et publié le 13 novembre 2015. Ce même mois, il est annoncé en spectacle au Refuge La Piaule de Drummondville.

## Discographie

### Albums studio
- 2007 : Garde un œil ouvert
- 2009 : Verrouillé
- 2012 : La Magie
- 2015 : Réalise

### Albums collaboratifs
- 2003 : Goutte à ma sauce (avec Stratège)
- 2006 : L’asphalte dans mon distrikt (avec Treizième étage)
- 2011 : T’inkiète (avec Treizième étage)